# Thiatildis van Remiremont
Thiatildis van Remiremont was abdis van de abdij van Remiremont (voor 833 - na 862). Thiatildis was familie van keizerin Judith en ze was ook van adel. Hoewel we weinig weten over haar regeerperiode staat ze toch bekend om de brieven die ze heeft geschreven naar keizer Lodewijk de Vrome, keizerin Judith en andere correspondenten. In haar opdracht werd een Liber Memorialis geschreven voor de abdij.

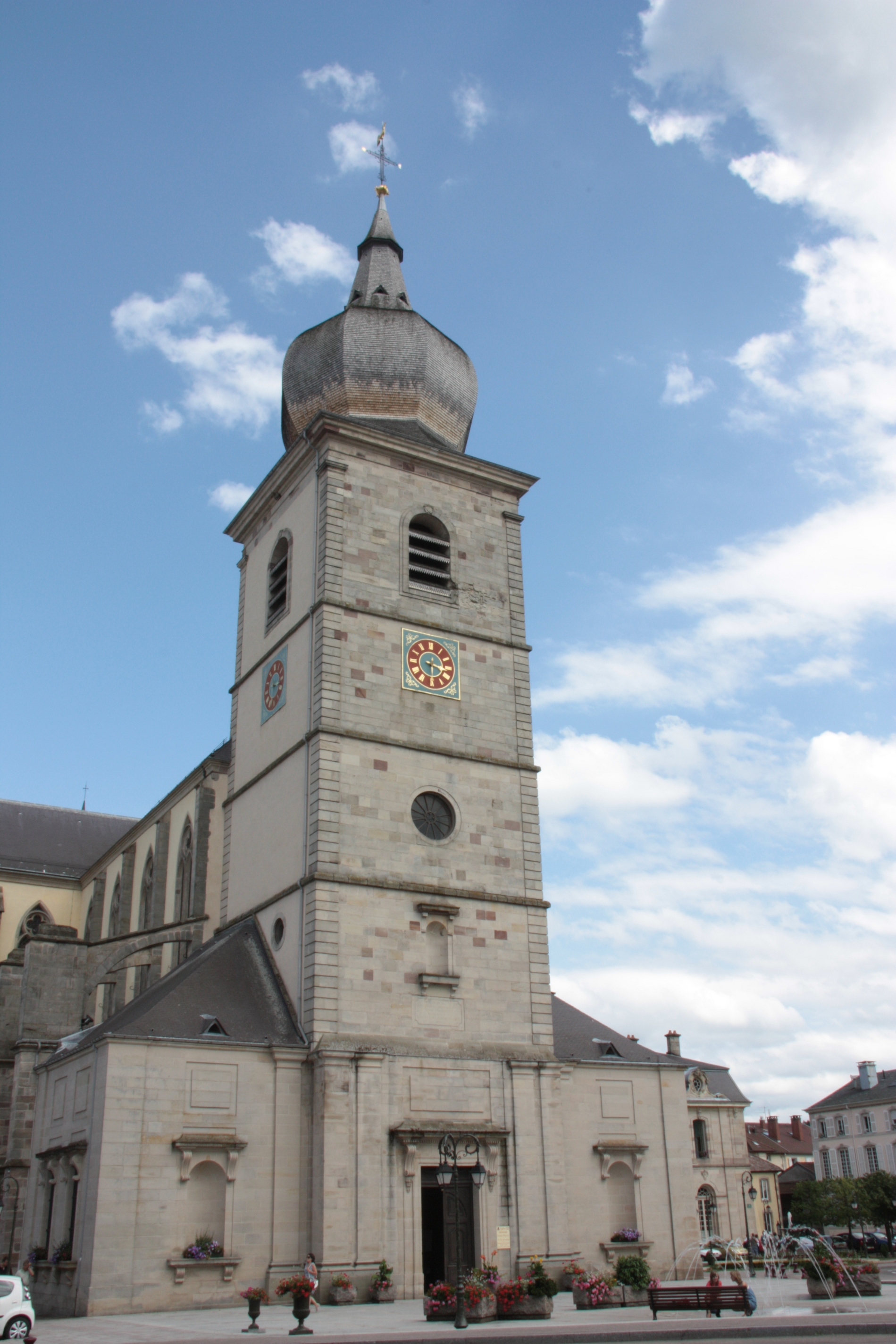
Abdij van Remiremont

## Brieven

### Inducularius Thiathildis
De Inducularius Thiathildis is een brievencollectie die bestaat uit zes brieven. De eerste drie brieven waren gericht tot keizer Lodewijk de Vrome en zijn echtgenote Judith en schetsen een belangrijk beeld van de relatie tussen Thiatildis en de koninklijke familie. Aangezien de abdij van Remiremont in het bezit van de Karolingische dynastie is, had de abdij een bevoorrechtte relatie met de koninklijke familie.
De eerste brief is een bedanking aan Lodewijk de Vrome. Ze laat hem weten dat de kloosterzusters in zijn naam 1000 psalmen gezongen hebben en 800 misvieringen gevoerd hebben.
De tweede brief is ook geschreven aan de keizer om hem te bedanken voor het paleis van Remiremont dat hij geschonken heeft. Deze schenking vond plaats rond 821-822 onder de vorige abdis Imma toen het klooster de regel van Benedictus aannam. De derde brief is geschreven aan keizerin Judith om te vragen of hun abdij een uitzondering zou kunnen krijgen op de plicht om soldaten onderdak te geven.
De vierde brief is aan de seneschalk Adalhard, een Karolingische edelman, en leert ons dat Thiatildis en Adalhard verwant zijn.
De laatste brief is aan een abdis van een andere abdij. Thiathildis bedankt de abdis voor haar bezoek en de momenten van gebed. Ze hoopte dat de abdis wat langer kon blijven. Thiathildis refereert naar een andere brief waarin de abdis haar veilige terugkeer in haar abdij meldde. In de rest van de brief wisselt ze spirituele ervaringen uit en verkondigt ze de spirituele inspiratie die ze kreeg door de aanwezigheid van de abdis. De brief toont het belang van het gebed aan voor een goede relatie met de abdis en dus de andere abdij.

### Formulae
De brieven van Thiatildis zijn gevonden in een negende-eeuws manuscript in Zürich dat beschouwd wordt als een formulierboek. Formulae zijn kopieën van brieven waarbij de specifieke informatie weggelaten wordt om te dienen als voorbeeldbrieven. Hierdoor zijn de brieven van Thiatildis lange tijd door academici beschouwd geweest als formulae en werd hun belang als bronnen onderschat. Hoewel twee van haar zes brieven persoonsnamen weglaten, zijn er in de hele collectie veel details achtergelaten en vallen de brieven dus moeilijk strikt te categoriseren als formulae.

## Liber Memorialis
Thiatildis gaf de opdracht om een liber memorialis op te stellen voor haar abdij. Het werk vangt aan in 821.
Daarop volgt een verklaring dat de gemeenschap van Remiremont elke dag een mis wil opdragen voor iedereen, dood of levend, die hun bezittingen aan het klooster hebben geschonken of aan de mensen die gemeenschapsleden zijn. Een liber memorialis bevat namelijk de namen van overleden gemeenschapsleden en van schenkers. Enkele verwijzingen betreffende het naleven van de benedictijnse regel in de Liber maakt het mogelijk om een benedictisering van de kloostergemeenschap aan te nemen.
- Bibliothèque nationale de France: cb135220172 (data)
- Gemeinsame Normdatei: 115725733
- Library of Congress Control Number: no2001089089
- Nationale Bibliotheek van Israël: 987009348814405171
- Nederlandse Thesaurus van Auteursnamen: 184792576
- Système universitaire de documentation: 050264850
- Virtual International Authority File: 193759806
- WorldCat: E39PBJj8W4VKjBddbtvTftrwmd